# Chiesa di San Sebastiano (Brindisi)
La chiesa di San Sebastiano è un edificio di culto cattolico di Brindisi.   

## Storia
Fu costruita nel 1670 come chiesa per l'Arciconfraternita del Purgatorio, fondata ufficialmente nel 1668 e munita di regio assenso il 2 dicembre 1776. Attorno al 1770 sono stati effettuati restauri e nel 1896 è stata installata una nuova pavimentazione in marmo.  
Dopo la demolizione della chiesa di S. Antonio Abate, il culto del santo è stato trasferito alla chiesa delle Anime di Brindisi. Sulla facciata c'è un'iscrizione lapidea del 1670 e uno stemma della città di Brindisi su cui ci sono due colonne su una testa di cervo. Il privilegio della corona di dignità reale, che è presente nell'araldica civica, fu concesso da Ferdinando II per riconoscere la fedeltà brindisina alla causa spagnola. 

## Opere
La chiesa ha opere d'arte del periodo rinascimentale, tra cui una pittura con la Pietà, attribuiti a Carlo Rosa. 

### Pietà
Nella chiesa è custodita la tela della Pietà dove la Madonna dall'espressione carica di pathos tiene in grembo il corpo esanime di Cristo. Qui lo schema compositivo piramidale, con la croce al vertice, richiama una composizione di Michelangelo e del manierista romano Taddeo Zuccari. La qualità del dipinto è alta e secondo alcune fonti potrebbe essere stato realizzato da un anonimo pittore veneto del XVI secolo, prima della costruzione della chiesa, nel 1670. 

### Martirio di San Bartolomeo
Ancora vi si trova il quadro del Martirio di San Bartolomeo di ignoto pittore locale che mostra d’aver subito in passato un incauto restauro, tale da risultare sensibilmente decurtata la parte inferiore e poco leggibile quella superiore dove è presente uno stemma araldico con due puttini tenenti un oggetto sferico illeggibile, cartigli e l’iscrizione del motto vulnere virtus, da riferire probabilmente alla casata del committente e, congiuntamente, all’offesa subita dal santo. Il dipinto pare collegarsi strettamente alla nota incisione del Ribera, nella quale figura la dedica al vicerè di Sicilia, principe Filiberto di Savoia, cugino di Filippo IV di Spagna; dell’incisione come lascerebbe intendere l’iscrizione, è stata ipotizzata la relativa versione dipinta, che risulta dispersa e cui farebbero riferimento alcune copie.